# Шмаковка (Приморский край)
Шма́ковка — село в Кировском районе Приморского края в составе Кировского городского поселения. Расположено между двумя крупнейшими городами Дальнего Востока России: в 340 километрах к северу от Владивостока и 430 км к югу от Хабаровска. Население — 594 чел. (2010). Часто село Шмаковка путают с курортом «Шмаковка», но это совершенно разные объекты.

## Географическое положение
В Кировском муниципальном районе Приморского края три объекта, имеющие название Шмаковка.
Первый — курорт «Шмаковка», расположенный в посёлке Горные Ключи. Находится в 15 километрах к северу от районного центра посёлка Кировский, вдоль трассы «Уссури» (Хабаровск — Владивосток). Здесь находятся известные санатории Приморского края: «Жемчужина», «Изумрудный», санаторий «50 лет Октября» и Шмаковский военный санаторий. В близи санаторно-курортной зоны располагается Свято-Троицкий Николаевский монастырь.
Второй - село Шмаковка. Расположено в 10 километрах к западу от посёлка Кировский. Никакого монастыря и источника минеральной воды там нет.
Третий объект, имеющий сходное название — железнодорожная станция Шмаковка — находится на расстоянии 6 километров к западу от села Шмаковка, в 16 километрах от районного центра Кировского района - ПГТ Кировский. Расстояние между станцией Шмаковка и курортом Шмаковка составляет более 30 километров, при этом ближайшая железнодорожная станция — Ружино, в городе Лесозаводске.

## Климат
Климат в Шмаковке умеренный муссонный. Температура зимой около −18 °С, летом около +22 °C. Осадков около 640 мм в год.

## Население
| 1915 | 1926 | 1939 | 2002 | 2005 | 2010 |
| ---- | ---- | ---- | ---- | ---- | ---- |
| 830  | ↘521 | ↗939 | ↘700 | ↘683 | ↘594 |

## Экономика
В Шмаковке, как и во всём Кировском районе, развито сельское хозяйство. Также вблизи села расположена метеорологическая станция.